# فرانسویس فن کرویسدیک
فرانسویس فن کرویسدیک (به انگلیسی: François van Kruisdijk) (زادهٔ ۲۵ مه ۱۹۵۲) شناگر اهل هلند است.